# SH-04C
docomo STYLE series SH-04C（ドコモ スタイル シリーズ エスエイチ ゼロ よん シー）は、シャープが開発した、NTTドコモの第三世代携帯電話（FOMA）端末、docomo STYLE seriesの一つである。

## 概要
2009年12月に発売されたSH-04Bの後継機種であり、アクセサリーブランド「Q-pot.」とのコラボレーションモデルの第2弾となる。SH-04Bは板チョコがモチーフであったのに対し、SH-04Cはビスケットをモチーフとしたデザインとなる。茶色のチョコと、ホワイトのミルクの2パターンのデザインが用意され、限定30,000台の発売となる。
端末のベースはSH-02Cのものが用いられ、基本的なスペックはSH-02Cと同等となるが、筐体のデザインや、待ち受け画面やその他内蔵コンテンツも「Q-pot.」のかわいらしい、ビスケットのイメージで統一されている。またカラー有機ELの画面やデコメ素材までも「Q-pot.」の世界がモチーフとなっている。
付属品としてチョコレートやクリームをモチーフにした、オリジナルデザインの卓上ホルダが試供品として同梱されている他、箱もビスケットボックスのようなかわいらしい箱となっている。

### カメラ機能
カメラ機能ではSH-02Cと同一のスペックとなっており、CCDセンサー960万画素と、画像処理エンジンではProPixを採用し、画像のノイズなどを抑えると共に、広ダイナミックレンジ補正、輪郭強調などで、自然な画質に復元することが可能となった他、静止画のほかに1280×720ドットのハイビジョンムービーの撮影が可能となった。

またSH-02Bと同様にペットにフォーカスをあわせることも可能となったペットフォーカス機能や、撮影した動画をスローモーション再生も可能となっている。
自動顔登録機能が搭載されており、撮影した画像は個人検出機能に対応し、写真を写っている人の名前で検索することも可能となる。
おもしろ撮影機能としては、魚眼レンズ／ミニチュア風／モノクロ／セピア／きらきら／色えんぴつ／円ソフトフレーム／波紋／万華鏡といった画像で撮影ができる。さらに、撮影した画像を「Q-pot.」の素材でデコレーションすることも可能となっている。

### その他機能
GPSが搭載されているほかHSUPAの高速アップリンクにも対応しており、STYLEシリーズといいながらも、基本機能は充実している。
ショットデコ機能で、手書きの文字を撮影し、それを自分のオリジナルフォントとして利用できる。
またメール機能では受信メールにフラグをつけることができ、あとでチェックしたいメールをすぐに確認することができる。
| 主な対応サービス                   | 主な対応サービス                                                    | 主な対応サービス                       | 主な対応サービス                                 |
| ---------------------------------- | ------------------------------------------------------------------- | -------------------------------------- | ------------------------------------------------ |
| タッチパネル                       | FOMAハイスピード7.2Mbps(受信)／5.7Mbps(送信)                        | Bluetooth                              | DCMX／おサイフケータイ                           |
| iアプリオンライン／地図アプリ      | 直感ゲーム／メガiアプリ                                             | iウィジェット                          | マチキャラ／iコンシェル                          |
| ホームU／ポケットU                 | GPS／オートGPS／ケータイお探し                                      | デコメール／デコメ絵文字／デコメアニメ | iチャネル                                        |
| 着もじ                             | テレビ電話／キャラ電                                                | ケータイデータお預かりサービス         | フルブラウザ                                     |
| おまかせロック／バイオ認証         | 外部メモリーへiモードコンテンツ移行／ユーザーデータ一括バックアップ | トルカ                                 | iC通信／iCお引越しサービス                       |
| きせかえツール／ダイレクトメニュー | バーコードリーダ／名刺リーダ                                        | 2in1                                   | エリアメール／ソフトウェアーアップデート自動更新 |
| GSM／3Gローミング（WORLD WING）    | 着うたフル／うた・ホーダイ                                          | Music&Videoチャネル／ビデオクリップ    | デジタルオーディオプレーヤー(AAC)(WMA)           |

## プリインストールアプリ
以下のアプリケーションが購入時にプリインストールされているが、すべてのコンテンツを利用するにはあらかじめアップデートが必要で、コンテンツによっては外部メモリー（microSD/microSDHCカード）を用意する必要がある。
| アプリ名                       | 概要 |
| ------------------------------ | --- |
| プッチンパズル体験版           | パズルゲーム |
| iタウンページ ウィジェット     | |
| Shot Navi Advance Lite for SH  | 国内のゴルフ場2300以上に対応するGPSゴルフナビゲーター。拡張現実機能にも対応する。                                                                     |
| ファミスタワイヤレス FM版      | 野球ゲームのBluetooth通信対応版 |
| 対戦パックマン（体験版）       | |
| Myきせかえクリエイター for SH  | 撮影した画像とテンプレートから選んだフレームを合成して、きせかえツール（待受画面とノーマルメニュー）を作成することができるアプリ。                    |
| E★エブリスタアプリ             | ケータイ総合雑誌「E★エブリスタプレミアム」掲載作品の更新情報をリアルタイムで確認できるアプリ                                                          |
| ブックビューア コミック体験!   | セルシス、ボイジャーが提供しているケータイコミックを体験できるアプリ                                                                                  |
| コミック/小説ビューア          | コミックや小説を読むことができるアプリ |
| SH-MODE INFO                   | iウィジェットにてiMenu内のサイト［SH-MODE］の更新情報を確認したり、サイト内の各コンテンツへ直接接続することができるアプリ                             |
| お天気予報SH                   | iウィジェットにて今日・明日の天気や雨レーダーなどを見ることのできるアプリ                                                                             |
| iアバターメーカー              | iアバターを作成するアプリ |
| iCタグリーダー                 | 対応のポスター・カード・シールなどにおサイフケータイでかざして情報を読み取るためのアプリ                                                              |
| 温湿度指数チェッカー           | 日本気象協会監修の気象情報アプリ |
| ロケーションレーダー           | 現在地の周辺施設や目的地を検索して現在地から目的地までの直線距離や目的地の方角を表示するアプリ                                                        |
| ネット辞書                     | |
| モバイルGoogleマップ           | Googleマップのアプリ。GPSを使った道案内、経路検索、衛星写真、ストリートビューなどを利用できる                                                         |
| Gガイド番組表リモコン          | テレビ番組表とAVリモコン機能が1つになったアプリ |
| iD設定アプリ                   | おさいふケータイクレジット決済サービスiDの設定アプリ                                                                                                  |
| DCMXクレジットアプリ           | NTTドコモが提供するおさいふケータイクレジットDCMXの設定アプリ                                                                                         |
| モバイルSuica登録用iアプリ     | モバイルSuica契約用のiアプリ |
| ヘルスチェッカー               | 歩数、活動量、脈拍数、血圧、体組成のデータを管理するアプリ                                                                                            |
| ドコモWebメール                | パソコン・FOMA端末のどちらからでも利用できるメールサービス「ドコモWebメール」のアプリ                                                                 |
| 地図アプリ                     | GPS機能を利用して、目的地を検索したり、乗り換え案内を駆使した、交通手段によるルートを表示が可能                                                       |
| ROID ウィジェット2             | モバイルサイト「ROID」の更新情報などを通知してくれるウィジェット                                                                                      |
| Start! iウィジェット           | iウィジェットの使い方をムービーで見ることができるiアプリ                                                                                              |
| iWウォッチ                     | iウィジェット画面でグラフィカルに時計や電池残量を確認することができるアプリ                                                                           |
| 楽オク☆アプリ                  | 楽天オークション用のアプリ |
| iアプリバンキング              | モバイルバンキングを簡単に利用するためのアプリ |
| マクドナルド トクするアプリ    | 日本マクドナルドのかざすクーポンなどを利用するためのアプリ                                                                                            |
| 株価アプリ                     | iウィジェットを利用して株価情報を表示するアプリ |
| 花粉アプリ                     | スギ・ヒノキの分布や量を確認できるアプリ |
| お天気アプリ                   | 簡単操作で詳細な気象情報が確認できるアプリ |
| i Bodymoアプリ                 | 健康サービス「i Bodymo（iボディモ）」のアプリ |
| FOMA通信環境確認アプリ         | FOMAハイスピードエリアを利用できるかを確認することができるiアプリ                                                                                     |
| いっしょにデコ                 | お互いのFOMA端末をかざして撮影した静止画にスタンプを貼ったりデコレーションができるiアプリタッチ対応アプリ                                             |
| ドコモ料金案内                 | 通話料やパケット通信料等の簡易的な履歴を一覧やグラフで確認できるアプリ                                                                                |
| 電子マネー「nanaco」           | セブン&アイグループの電子マネー「nanaco」のモバイル版                                                                                                 |
| かざす請求書                   | 毎月のドコモ利用料金の情報をおサイフケータイに取得し、請求書が無くてもコンビニエンスストアで決済できるアプリ（本サービスはセブン-イレブンのみ対応。） |
| ビックポイント機能付ケータイ   | おサイフケータイをビックカメラの「ビックポイントカード」として利用できるアプリ                                                                        |
| ヨドバシゴールドポイントカード | おサイフケータイをヨドバシカメラの「ヨドバシゴールドポイントカード」として利用できるアプリ                                                            |
| モバイルAMCアプリ              | おサイフケータイを使用して、ANAの各種サービスを利用できるアプリ                                                                                       |

上記のアプリの他、ドコモマーケットなどから、様々なアプリケーションをダウンロードし利用することが可能となる。

## 沿革
- 2010年11月8日 - F-01C・F-02C・F-03C・F-04C・F-05C・F-06C・L-01C・L-02C・L-03C・Optimus chat L-04C・N-01C・N-02C・N-03C・P-01C・P-02C・P-03C・SH-01C・SH-02C・LYNX 3D SH-03C・SH-04C・SH-05C・SH-06C・ブックリーダー SH-07C・TOUCH WOOD SH-08C・REGZA Phone T-01C・HW-01C・BlackBerry Curve 9300・フォトパネル03の開発並びに一部機種の発売を発表。
- 2010年12月9日 - 事前予約受付開始。
- 2010年12月15日 - 発売開始。